# Hemmeland

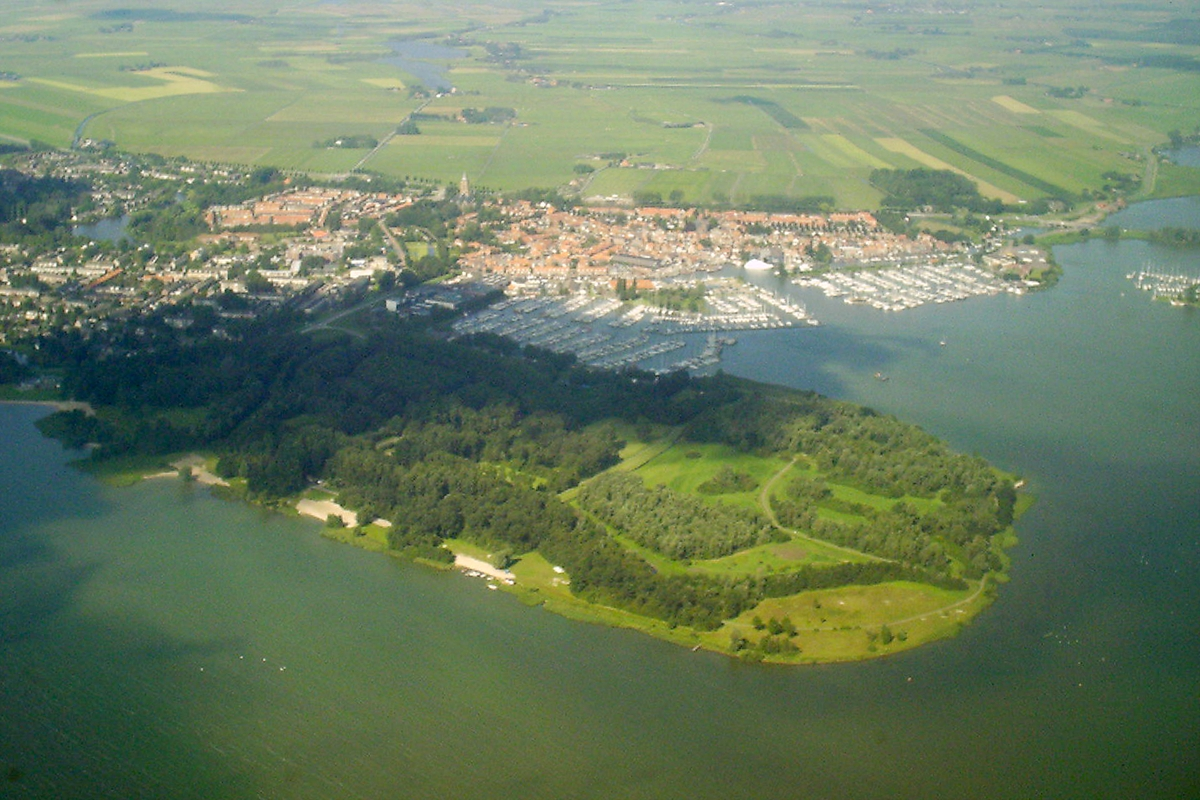
Monnickendam met op de voorgrond de Gouwzee en het schiereiland Hemmeland

Hemmeland is een schiereiland in de Noord-Hollandse gemeente Waterland nabij Monnickendam. Het ligt ten oosten van het centrum van de vestingstad, ten zuidoosten van het Monnickendammergat en ten noorden van de Waterlandse Zeedijk. Aan de oostzijde van Hemmeland ligt de Gouwzee, dat in verbinding staat met het Markermeer.
Het schiereiland ligt buitendijks en betreft grotendeels een natuurgebied.